# Поплар
 Тази статия е за града в САЩ.  За квартала на Лондон вижте Поплар (Лондон).  
Поплар (на английски: Poplar) е град в окръг Рузвелт, щата Монтана, САЩ. Поплар е с население от 911 жители (2000) и обща площ от 0,7 km². Намира се на 607 m надморска височина. ЗИП кодът му е 59255, а телефонният му код е 406.